# Eurema desjardinsii
Eurema desjardinsii är en fjärilsart som först beskrevs av Jean Baptiste Boisduval 1833.  Eurema desjardinsii ingår i släktet Eurema och familjen vitfjärilar. Inga underarter finns listade i Catalogue of Life.